# Arteriola afferente
All'interno del rene, l'arteriola afferente è l'arteriola dalla quale origina il glomerulo. Essa rappresenta un ramo collaterale di una arteria interlobulare, dalla quale si distacca ad angolo retto per poi penetrare nel corpuscolo renale.

## Struttura
L'arteriola afferente, dopo la sua origine dalla rispettiva arteria interlobulare, presenta un breve tratto extraglomerulare. A questo livello è possibile riscontrare una differenziazione particolare della tonaca media, caratterizzata dalla presenza di cellule iuxtaglomerulari, di tipo epitelioide, che appartengono all'apparato iuxtaglomerulare. L'arteriola afferente entra quindi nella capsula a livello del polo vascolare, suddividendosi in un ciuffo di capillari con decorso ad ansa che formano il glomerulo.

## Funzione
L'arteriola afferente, assieme al glomerulo e all'arteriola efferente, forma una rete mirabile arteriosa, ossia una rete di capillari sanguigni interposta fra due arterie, a differenza delle normali reti capillari comprese fra un'arteria e una vena. Le sostanze che inducono vasocostrizione selettiva a livello di questa arteriola (come ad esempio noradrenalina e adrenalina, prodotte in risposta ad una riduzione del volume ematico o a forti stress) riducono l'apporto di sangue a livello del glomerulo, riducendo di conseguenza sia la velocità di filtrazione glomerulare, sia il flusso ematico renale. Un'azione simile può essere esercitata dall'ormone angiotensina II. Al contrario, sostanze a prevalente attività vasodilatatrice, come le prostaglandine e l'ossido nitrico, prodotte in condizioni sia fisiologiche che patologiche (diabete mellito, ipertensione), dilatano l'arteriola afferente provocando un aumento della filtrazione renale.